# Ezcároz
Ezcároz (baskijski: Ezkaroze) – gmina w Hiszpanii, w Nawarze, o powierzchni 28,79 km². W 2011 roku gmina liczyła 336 mieszkańców.